# Carlo Porlezza
Carlo Porlezza (* 17. Dezember 1939 in Basel) ist ein ehemaliger Schweizer Fussballspieler.
Carlo Porlezza wuchs in Basel auf und spielte Fussball bei den Junioren des FC Basel. Im Sommer des Jahres 1960 wurde er in die Erste Mannschaft berufen und spielte dort bis 1965. In der Saison 1962/63 schaffte der FC Basel, von Georges Sobotka trainiert, den Einzug in den Schweizer Cupfinal gegen Grasshopper Club Zürich und gewann das Spiel mit 2:0.

## Titel und Erfolge
FC Basel
- Schweizer Cupsieger: 1963

| Personendaten    | Personendaten            |
| ---------------- | ------------------------ |
| NAME             | Porlezza, Carlo          |
| KURZBESCHREIBUNG | Schweizer Fußballspieler |
| GEBURTSDATUM     | 17. Dezember 1939        |
| GEBURTSORT       | Basel, Schweiz           |